# Mortlake
Mortlake – dzielnica Londynu, w Wielkim Londynie, w gminie Richmond upon Thames, położona na południowym brzegu Tamizy. Leży 13 km od centrum Londynu. Mortlake zostało wspomniane w Domesday Book (1086) jako Mortelaga/Mortelage.
Na terenie dzielnicy znajduje się meta wyścigu wioślarskiego między uniwersytetami w Oksfordzie i Cambridge (The Boat Race).